# Myanmarpithecus
 Myanmarpithecus  ist eine ausgestorbene Gattung der Primaten, die vor rund 40 Millionen Jahren im späten mittleren Eozän im Gebiet des heutigen Myanmar vorkam. Die Gattung wurde erstmals im Mai 2001 wissenschaftlich beschrieben. Einzige Art der Gattung ist Myanmarpithecus yarshensis.

## Namensgebung
Die Bezeichnung der Gattung ist abgeleitet vom Staat Myanmar (ehemals Birma) sowie vom griechischen Wort πίθηκος (altgriechisch ausgesprochen píthēkos: „Affe“). Das Epitheton der Typusart, yarshensis, verweist auf den Fundort Yarshe kyitchaung in Zentral-Myanmar. Myanmarpithecus yarshensisbedeutet dem Sinne nach folglich „Myanmar-Affe aus Yarshe“ (Koordinaten: 21/44/12 N; 94/38/15 E).

## Erstbeschreibung
Die Erstbeschreibung der Gattung Myanmarpithecus erfolgte 2001 anhand von zwei Fossilien: den Fragmenten eines rechten Oberkiefers (Sammlungsnummer NMMP-KU 0001a) und eines linken Unterkiefers (NMMP-KU 0001b), die im November 1998 vom Team der Myanmar–Japan Pondaung Fossil Expedition in unmittelbarer Nähe zueinander geborgen worden waren. Im rechten Oberkiefer sind vier Zähne erhalten geblieben (Prämolar P4 und Molar M1 bis M3), vom Unterkiefer blieben fünf Zähne erhalten (Eckzahn, Prämolar P2 und P3 sowie Molar M2 und M3). Als Paratypus wurde dem Holotypus ein dritter Fund zur Seite gestellt, ein kleines, mäßig erhaltenes Unterkiefer-Fragment mit Molar M3 und einem Bruchstück von Molar M2 (NMMP-KU 0002).
Die Autoren der Erstbeschreibung erörterten ausführlich gemeinsame und voneinander unterscheidbare Merkmale der Gestalt der Zähne und insbesondere der Zahnoberflächen zahlreicher anderer fossiler Primaten-Arten, ohne sich jedoch festzulegen, welcher Familie Myanmarpithecus zuzuschreiben sei. „Zusammenfassend“ wiesen sie einzig darauf hin, dass aufgrund der „Kombination von primitiven, abgeleiteten und einzigartigen Merkmalen“ vermutet werden kann, dass Myanmarpithecus wahrscheinlich zur Verwandtschaftsgruppe der Affen (Anthropoidea) gehört, jedoch noch „primitiver“ ist als die frühesten afrikanischen Affen-Arten aus der Fossillagerstätte Fayyum in Ägypten.
Anhand der Größe der Zähne wurde gefolgert, dass die ausgewachsenen Individuen von Myanmarpithecus vermutlich 1500 Gramm wogen und somit annähernd die Statur der heute lebenden Gattung Callicebus besaßen.

## Weitere Funde
Im Oktober 2005 wurden vier weitere Fossilien Myanmarpithecus yarshensis zugeordnet, die im Jahr 2003 einige hundert Meter entfernt von den im Mai 2001 publizierten Zähne entdeckt worden waren. Es handelte sich um Bruchstücke von Zähnen und um ein kleines Fragment vom Kopf eines Oberarmknochens. Aufgrund der räumlichen Nähe der vier Funde wurde geschlossen, dass sie vermutlich vom gleichen Individuum stammen. Aus den Maßen des Oberarmknochens (NMMP-KU 1740) wurde abgeleitet, dass das Tier zu Lebzeiten maximal 1200 Gramm gewogen hat. Insbesondere die morphologischen Gemeinsamkeiten des Oberarmknochens mit dem fossilen Oberarmknochen NMMP 20, der aus der gleichen Fundschicht in Myanmar stammt und Pondaungia / Amphipithecus zugeschrieben wird, bewirkten, dass Myanmarpithecus yarshensis nunmehr in die Familie Amphipithecidae eingeordnet wird.
Das Kürzel „NMMP“ steht für den Verwahrort der Funde, das National Museum of Myanmar, Abteilung Paläontologie.

## Belege
1. ↑  Masanaru Takai et al.: A new anthropoid from the latest middle Eocene of Pondaung, central Myanmar. In: Journal of Human Evolution. Band 40, Nr. 5, 2001, S. 393–409, doi:10.1006/jhev.2001.0463.
2. ↑   Naoko Egi et al.: Additional materials of Myanmarpithecus yarshensis (Amphipithecidae, Primates) from the middle Eocene Pondaung Formation. In: Primates. [Online-Vorabveröffentlichung: Oktober 2005] Band 47, April 2006, S. 123–130, doi:10.1007/s10329-005-0159-3.
3. ↑   Naoko Egi et al.: Geographical and body size distributions of the Pondaung primates with a comment on the taxonomic assignment of NMMP 20, postcranium of an amphipithecid. In: Anthropological Science. Band 112, 2004, S. 67–74, doi:10.1537/ase.00076.